# Donaurieden

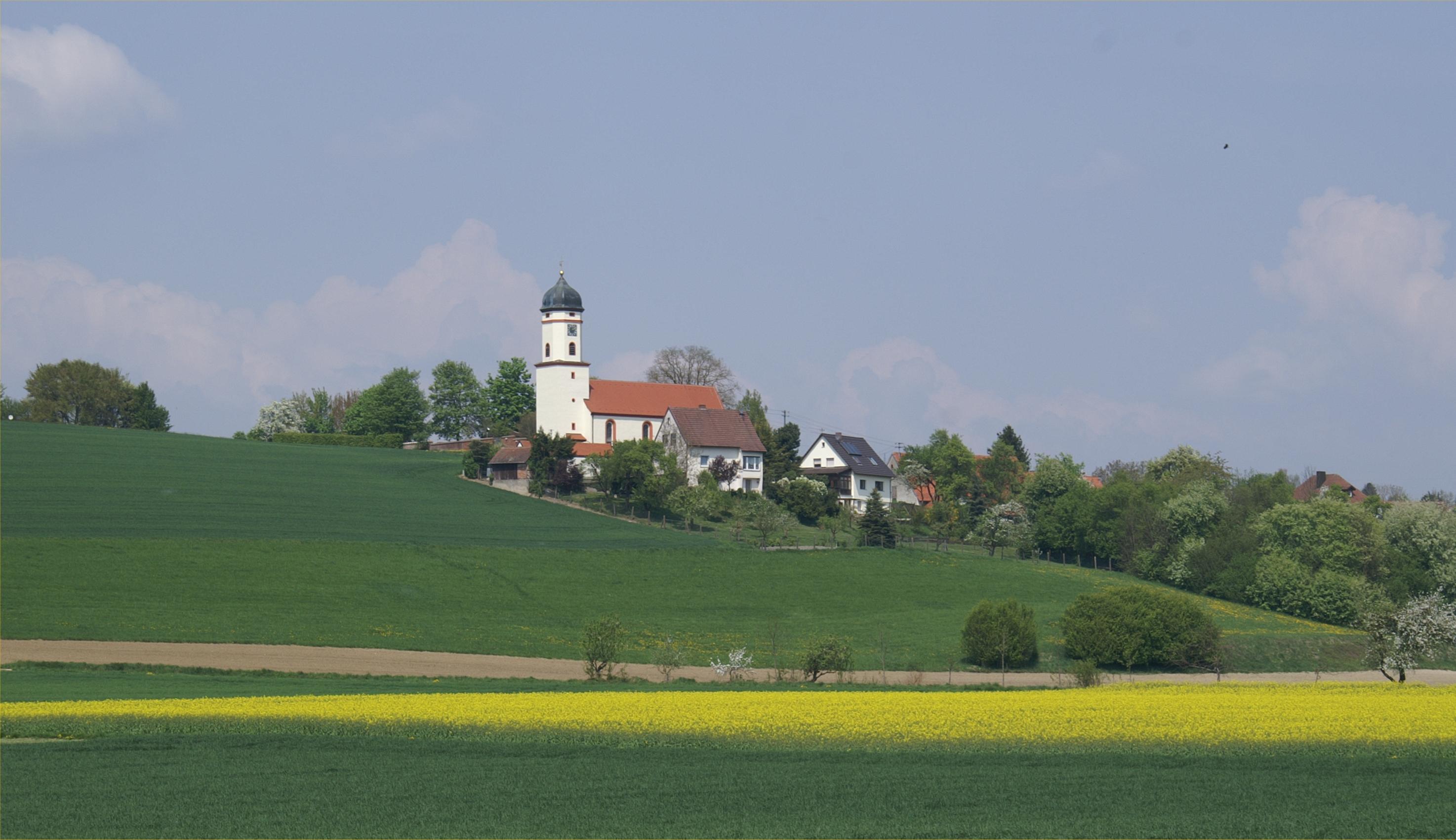
Donaurieden, Kirchenberg

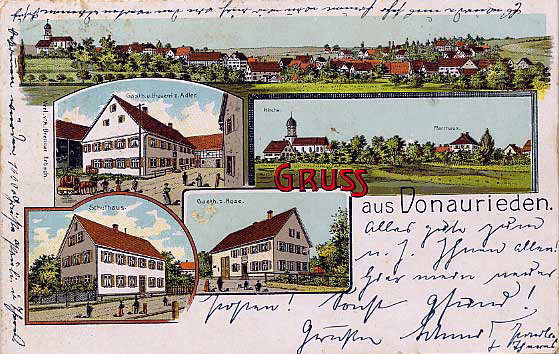
Ansichtskarte um 1900

Donaurieden ist ein Stadtteil von Erbach im Alb-Donau-Kreis in Baden-Württemberg.

## Geschichte
Erstmals urkundlich erwähnt wurde Donaurieden in einer Urkunde des Klosters Reichenau aus dem Jahr 1337 als „Riedin“ erwähnt. In den nachfolgenden Jahren wechselte der Ort mehrfach die Besitzer. Seit 1620 war der Ort in Besitz der Freiherren von Ulm zu Erbach bis 1805.
Nachdem sich die Habsburger Anfang des 19. Jahrhunderts aus dieser Region zurückziehen mussten und Württemberg ein Bündnis mit den Franzosen schloss, kam Donaurieden mit Erbach 1805 zunächst an Bayern. Durch den Grenzvertrag zwischen Bayern und Württemberg kam es 1810 an das Königreich Württemberg, wo es dem Oberamt Ehingen unterstellt wurde. Um 1870 wurde die Donau begradigt und dadurch Acker- und Weideland gewonnen. In den 1920er Jahren wurde das Kraftwerk Donaustetten errichtet, wodurch ein Teil wieder überschwemmt wurde. 
Seit 1966 wurden Siedlungsgebiete geschaffen und die Einwohnerzahl ist dadurch auf 700 Personen gestiegen.
Donaurieden wurde am 1. Juli 1974 nach Erbach eingemeindet. Der jetzige Ortsvorsteher ist Alexander Niedermaier.

## Bevölkerungsentwicklung
Es handelt sich um Einwohnerzahlen nach dem jeweiligen Gebietsstand bis 1970 und ohne die heute zugehörigen Ortsteile. Die Zahlen sind Volkszählungsergebnisse oder amtliche Fortschreibungen mit Archivierungen des LEO-BW Online-Informationssystems für Baden-Württemberg.
| Jahr      | 1852 | 1871 | 1880 | 1890 | 1900 | 1910 | 1925 | 1933 | 1939 | 1950 | 1956 | 1961 | 1970 |
| Einwohner | 299  | 280  | 257  | 268  | 281  | 278  | 321  | 316  | 312  | 346  | 372  | 360  | 512  |

## Kultur und Sehenswürdigkeiten
- Das Ortsbild wird durch die 1763 erbaute katholische Kirche St. Michael geprägt. Im 19. Jahrhundert gab es bauliche Veränderungen und 1910 wurde die Kirche erneuert.
- Die Stauseen haben sich aufgrund des großen Nahrungsangebotes zu einem Rückzugsgebiet für Vögel entwickelt, das auf Rundwanderwegen betrachtet werden kann.
- Durch das Dorf führt der Oberschwäbische Jakobsweg von Ulm nach Konstanz.

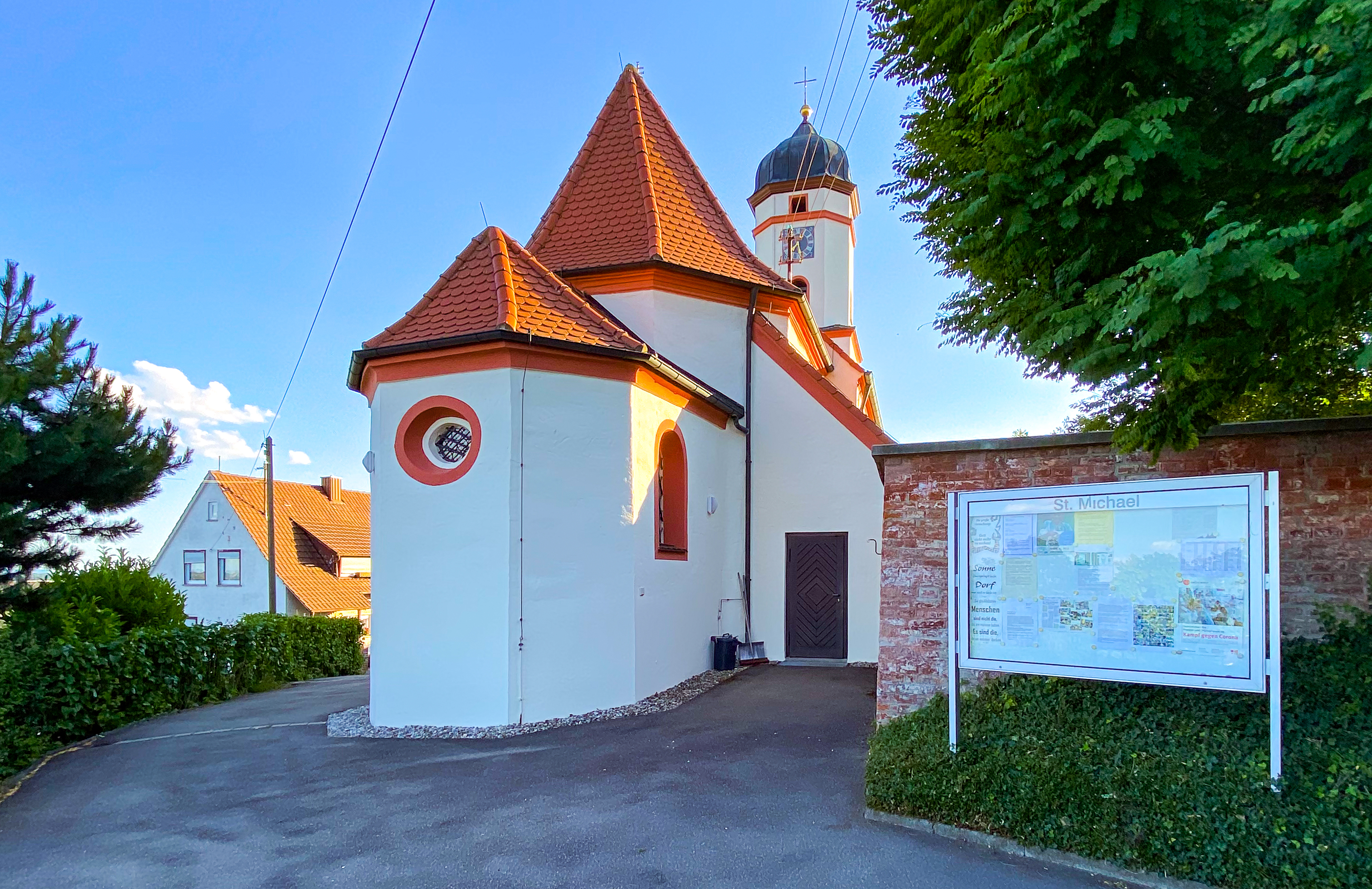
Katholische Kirche St. Michael
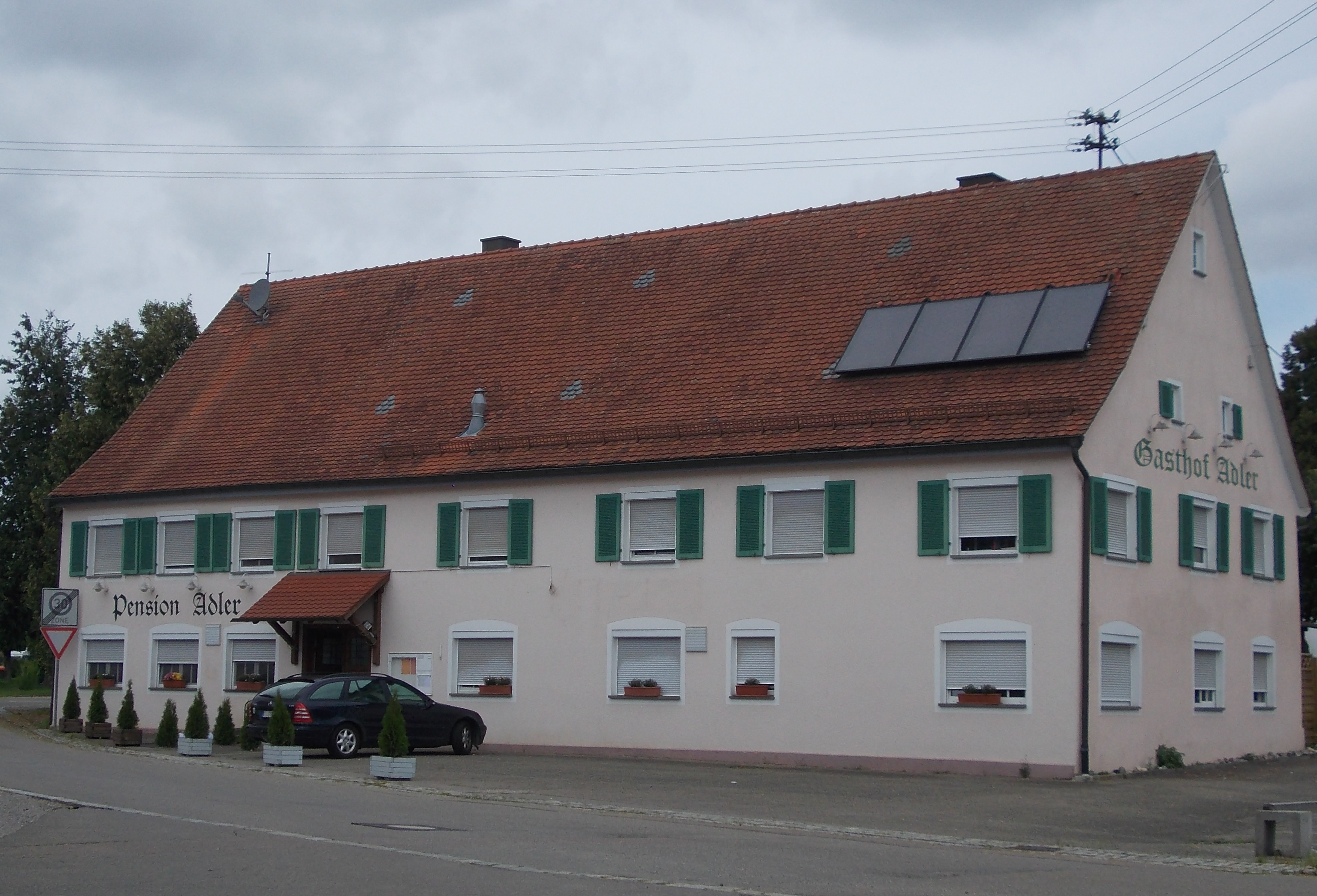
Gasthof Adler
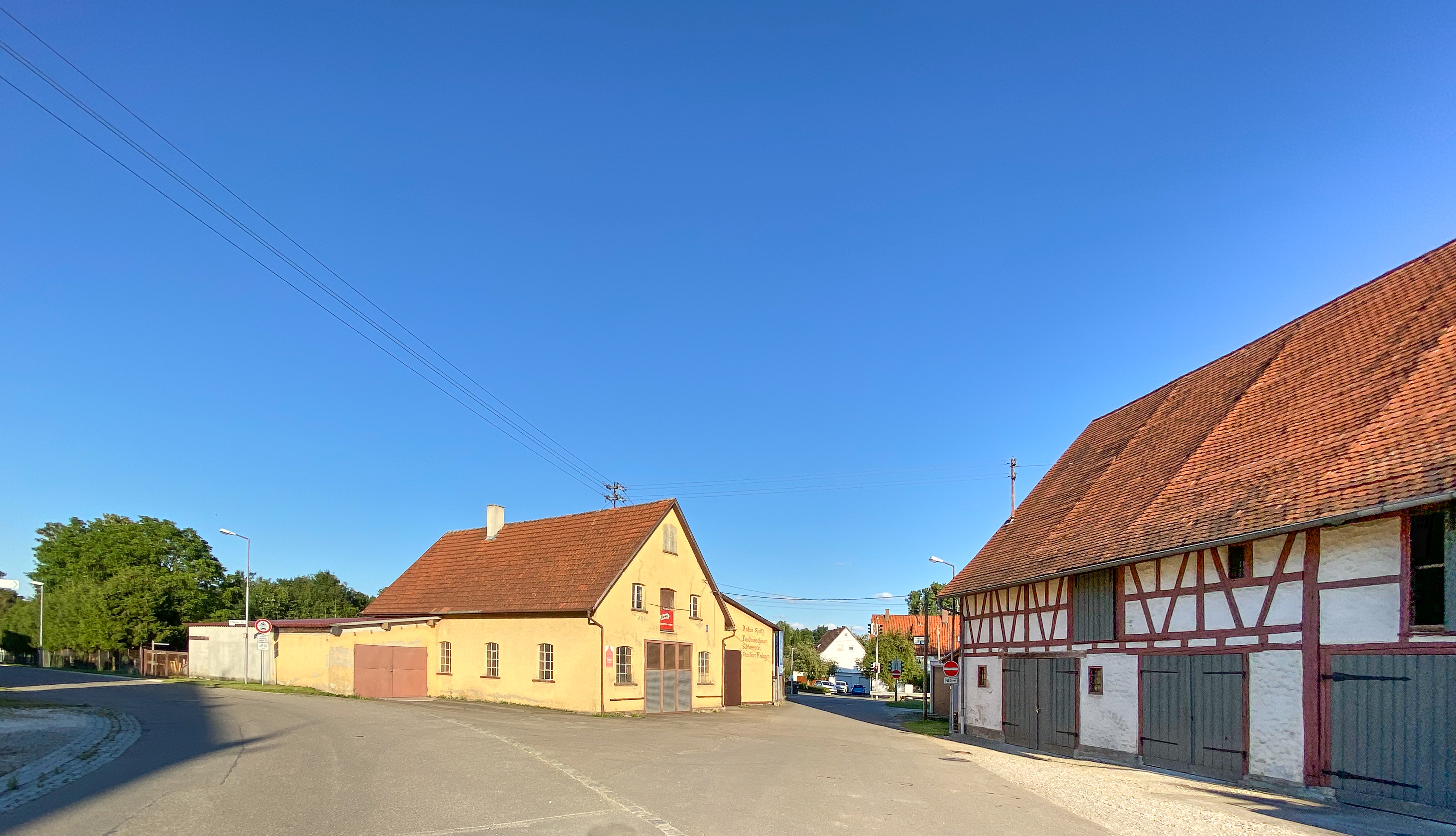
Ortsansicht
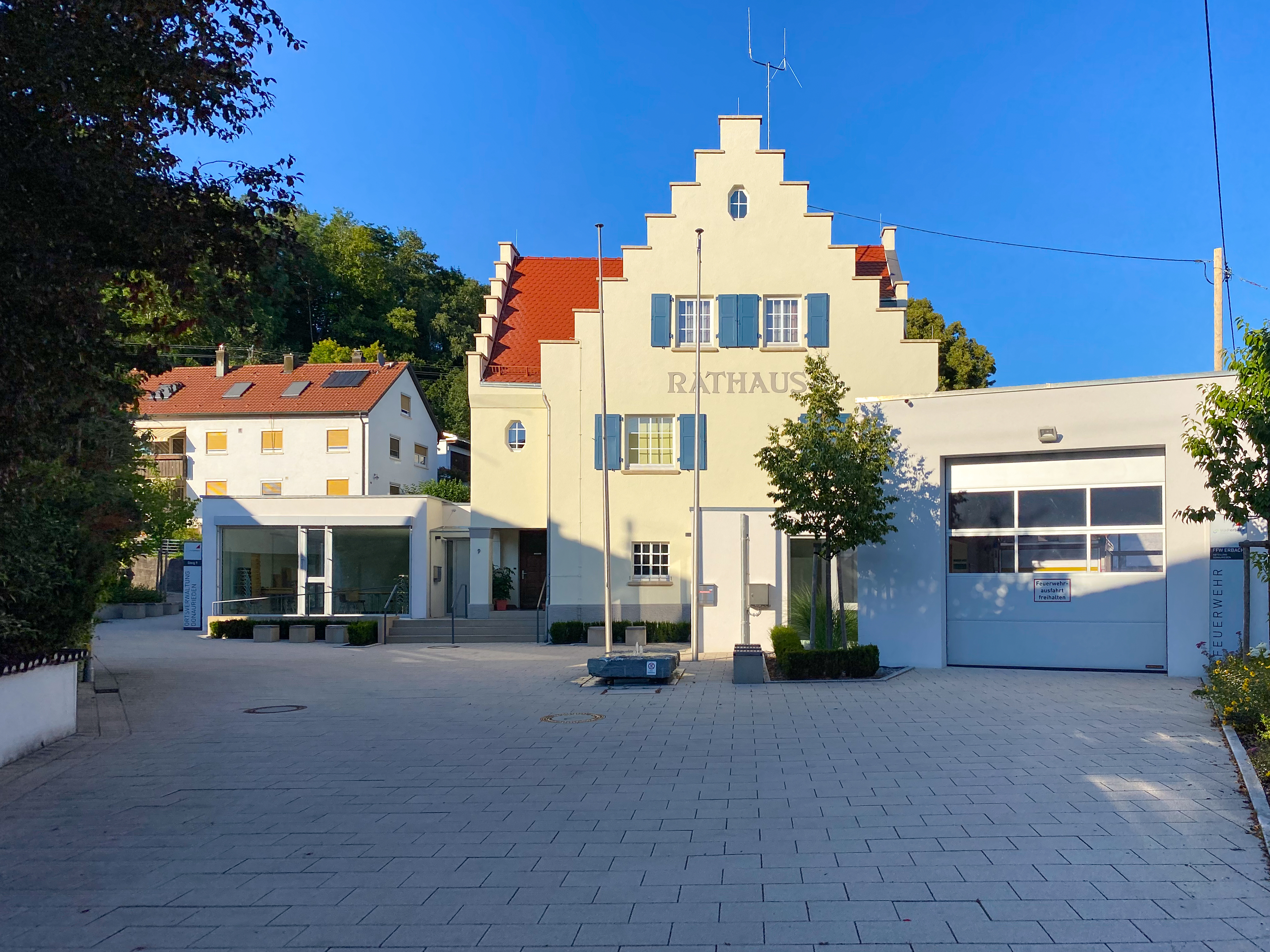
Rathaus und Feuerwehr
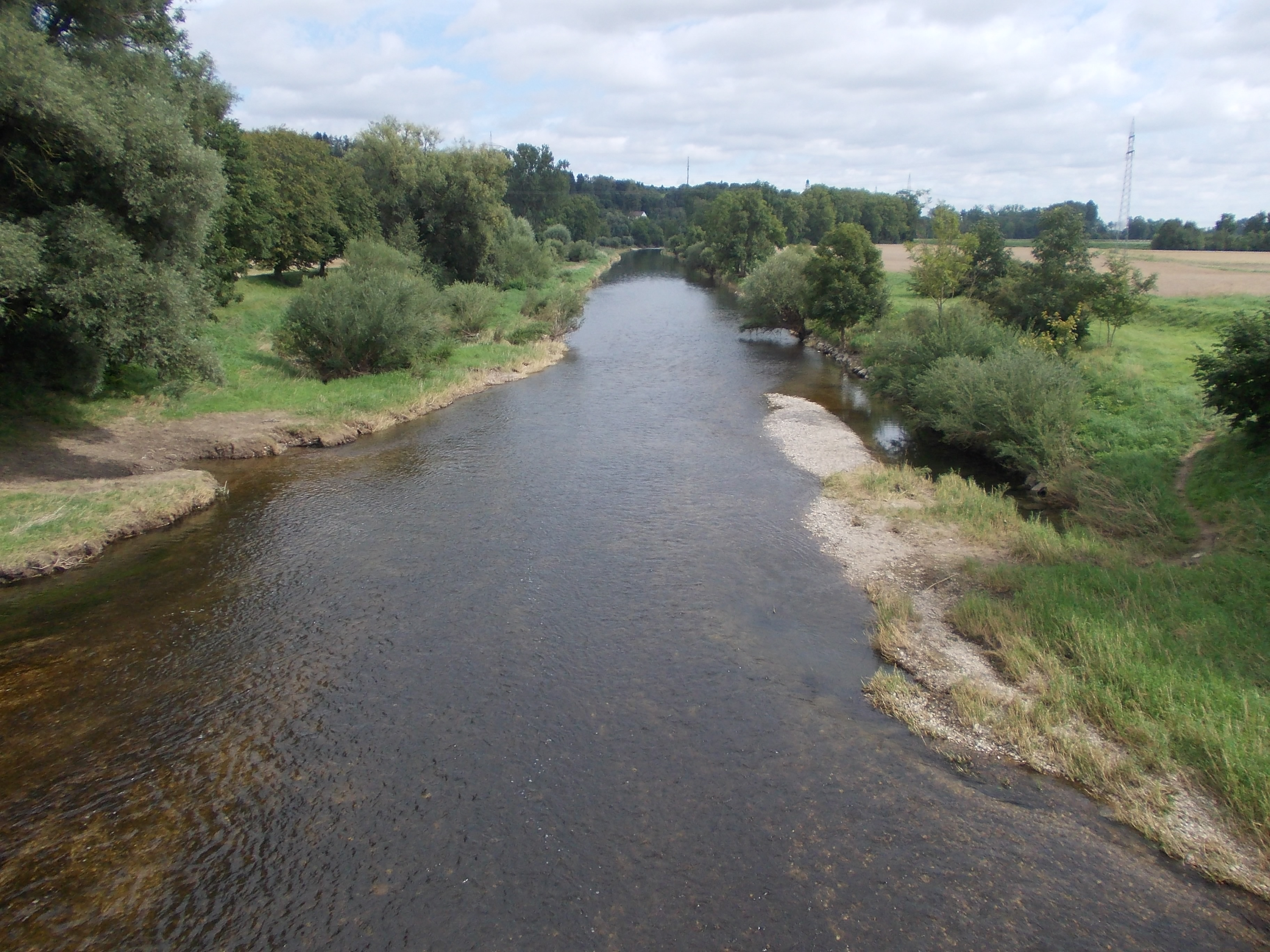
Donau bei Donaurieden
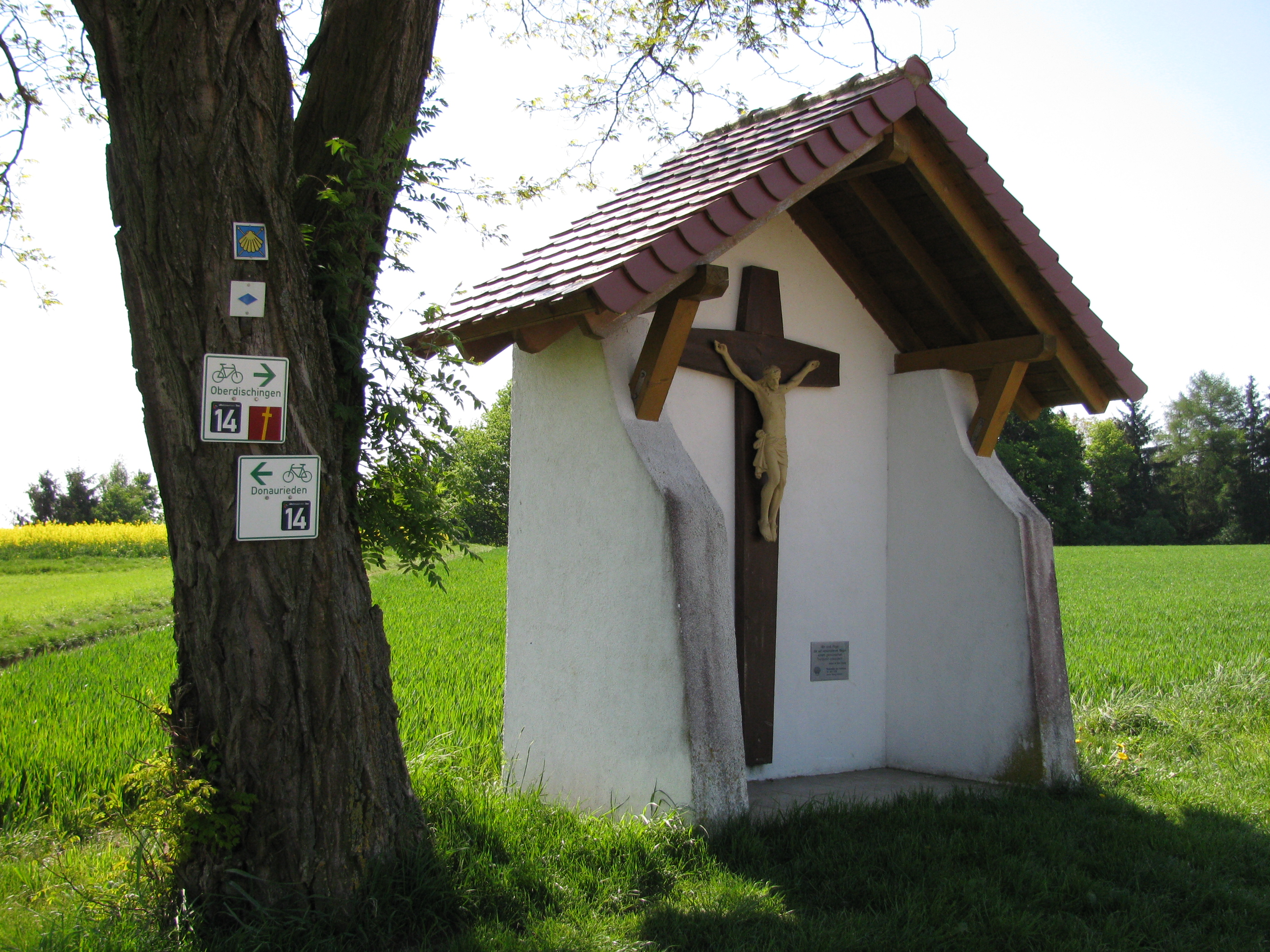
Am Oberschwäbischen Jakobsweg

## Sport- und Kulturvereine
- Katholischer Kirchenchor Donaurieden
- Katholische Jugend Donaurieden
- Landfrauenortsverein Donaurieden
- Schützenverein Donaurieden e. V.
- Sportfreunde Donaurieden e. V.